# Liaoning Brilliance Auto
Liaoning Brilliance Auto – żeński klub piłki siatkowej z Chin. Swoją siedzibę ma w Yingkou.

## Sukcesy
Mistrzostwo Chin:
- 2006
- 2002, 2007
- 2001, 2003, 2004

Klubowe Mistrzostwa Azji:
- 2023

## Obcokrajowcy w zespole
| Lata gry  | Imię i nazwisko     | Pozycja     |
| --------- | ------------------- | ----------- |
| 2019-2020 | Slađana Erić        | środkowa    |
| 2019-2020 | Sonja Newcombe      | przyjmująca |
| 2019-2020 | Natalya Məmmədova   | przyjmująca |
| 2023-2024 | Christina Wuczkowa  | środkowa    |
| 2023-2024 | Brankica Mihajlović | przyjmująca |
| 2024-     | Jineiry Martínez    | środkowa    |
| 2024-     | Ceyda Aktaş         | przyjmująca |
| 2024-     | Gergana Dimitrowa   | przyjmująca |

## Nazwy klubu
- 2012-2016 Liaoning Dalian Jinzhou
- 2016-2017 Liaoning Radio and Television Shaou
- 2017-2019 Liaoning Yingkou Bayuquan
- 2019-2020 Liaoning Sansheng Pharmaceutical Shaou
- 2020-2022 Liaoning Huajun
- 2022-2023 Liaoning Donghua
- 2023-2024 Liaoning Tengda
- 2024- Liaoning Donggang Strawberry Alliance